# Anamaria Marinca
Anamaria Marinca (ur. 1 kwietnia 1978 w Jassach) – rumuńska aktorka filmowa i teatralna, zdobywczyni nagrody BAFTA za rolę w dwuczęściowym filmie telewizyjnym Żywy towar (2004). Nominowana do Europejskiej Nagrody Filmowej dla najlepszej aktorki za rolę w nagrodzonym Złotą Palmą na MFF w Cannes filmie 4 miesiące, 3 tygodnie i 2 dni (2007) Cristiana Mungiu.

## Filmografia

### Filmy fabularne
- 2002 – Filantropia (Filantropica) jako reporterka
- 2007 – 4 miesiące, 3 tygodnie i 2 dni (4 luni, 3 săptămâni și 2 zile) jako Otilia Mihartescu
- 2007 – Młodość stulatka (Youth Without Youth) jako recepcjonistka hotelowa
- 2009 – Pięć minut nieba (Five Minutes of Heaven) jako Vika
- 2009 – Krwawa hrabina (The Countess) jako Darvulia
- 2013 – Raport z Europy (Europa Report) jako Rosa Dasque
- 2014 – Furia (Fury) jako Irma

### Seriale TV
- 2004 – Żywy towar (Sex Traffic) jako Elena Visinescu
- 2013 – The Politician’s Husband jako Dita Kowalski
- 2015 – Hinterland jako Meg Mathias[2][3]